# オスカル・モラヴェッツ
オスカル・モラヴェッツ（Oskar Morawetz, 1917年1月17日 - 2007年6月13日）は、カナダの作曲家。

## 人物
ボヘミア（現チェコ）のスベトラ・ナド・サザボウで生まれる。プラハでピアノと音楽理論を学んでいたが、1938年にナチス・ドイツによって祖国チェコスロバキアが解体されると、ウィーン、ついでパリに逃れて学習を続けた。最終的に1940年にヨーロッパを離れてカナダに亡命した。1946年にはトロントの王立音楽院で教壇に立ち、1952年から1982年までトロント大学の作曲の教授を務めた。1989年にはカナダ勲章を受章している。
色彩的なオーケストレーションが特徴的で、20世紀の様々な技法を取り入れている。しかし十二音技法や電子音楽・偶然性の音楽などを採用することはなかった。
代表作には『マーティン・ルーサー・キングの思い出に』、『アンネ・フランクの日記より』などがある。

## 文献
- Československý hudební slovník II (M–Ž), 1965, SHV, Praha
- CBC Times October 1949, March 1954, March 1956, December 1959, July 1969 issues
- Canadian Composer March 1967, October 1970, April 1974, March 1982, December 1987 issues